# Jelše, Mirna Peč
Jelše so naselje v Občini Mirna Peč.